# Montigny, Seine-Maritime
Montigny là một xã thuộc tỉnh Seine-Maritime trong vùng Normandie miền bắc nước Pháp.

## Dân số
| 1962                                 | 1968 | 1975 | 1982 | 1990 | 1999 | 2006 |
| ------------------------------------ | ---- | ---- | ---- | ---- | ---- | ---- |
| 681                                  | 836  | 933  | 1028 | 1051 | 1114 | 1172 |
| Từ năm 1962: Dân số không tính trùng |      |      |      |      |      |      |